# Wien Spittelau
Wien Spittelau vasút- és metróállomás Ausztriában, Bécs IX. kerületében.

## Vasútvonalak
Az állomást az alábbi vasútvonalak érintik:
- Ferenc József-vasút

## Kapcsolódó állomások
A vasútállomáshoz az alábbi állomások vannak a legközelebb:
- Wien Heiligenstadt
- Wien Franz-Josefs-Bahnhof